# Блез Матюїді
Блез Матюїді́ (фр. Blaise Matuidi, нар. 9 квітня 1987, Тулуза) — французький футболіст, півзахисник американського клубу «Інтер» (Маямі) та національної збірної Франції.
Фіналіст Євро-2016 та чемпіон світу 2018 у складі збірної Франції.

## Клубна кар'єра

### Ранні роки
Народився в місті Тулуза, департамент Верхня Гаронна. Його батько, Фарія Рівеліно, анголець, а мати Еліз — француженка. Рівеліно емігрував до Франції в молодому віці. У Блеза також є чотири рідних брати.

### «Труа»
У дорослому футболі дебютував 2004 року виступами за команду клубу «Труа», в якій провів три сезони, взявши участь у 63 матчах чемпіонату. Більшість часу, проведеного у складі «Труа», був основним гравцем команди.

### «Сент-Етьєн»
Своєю грою за цю команду привернув увагу представників тренерського штабу клубу «Сент-Етьєн», до складу якого приєднався 2007 року. Відіграв за команду з Сент-Етьєна наступні чотири сезони своєї ігрової кар'єри. Граючи у складі «Сент-Етьєна» також здебільшого виходив на поле в основному складі команди.

### ПСЖ
До складу клубу «Парі Сен-Жермен» приєднався 2011 року. Протягом більш ніж шости сезонів у ПСЖ відіграв за паризьку команду понад 200 матчів в національному чемпіонаті.

### «Ювентус»
18 серпня 2017 року уклав трирічний контракт з італійським «Ювентусом». Сума трансферу склала 20 мільйонів євро, угодою також передбачалося до 10,5 мільйонів євро у вигляді бонусів в залежності від кількості матчів, проведених гравцем за новий клуб. За результатами свого першого сезону в Турині француз, який відразу став ключовою фігурою у півзахисті «Юве», допоміг команді зробити «золотий дубль», вигравши чемпіонат і Кубок країни. 
У наступних двох сезонах допомагав «б'янконері» успішно захищати чемпіонський титул. Загалом за три сезони в Італії провів 133 матчі за «Ювентус» в усіх турнірах, відзначившись вісьмома забитими голами.

### Подальша кар'єра
12 серпня 2020 року залишив «Ювентус» за згодою сторін, а вже наступного дня на правах вільного агента уклав контракт з американським «Інтером» (Маямі).

## Збірна
Протягом 2006—2009 років залучався до складу молодіжної збірної Франції. На молодіжному рівні зіграв у 25 офіційних матчах.
2010 року дебютував в офіційних матчах у складі національної збірної Франції. Наприкінці травня 2012 року гравця, що мав в активі лише чотири гри за національну збірну, було включено до її заявки для участі у фінальній частині чемпіонату Європи 2012 року, де, утім, він лишався запасним гравцем і на поле не виходив.
А вже на наступному великому турнірі для збірної Франції — чемпіонаті світу 2014 року — був її основним гравцем і взяв участь в усіх п'яти іграх команди на турнірі, який завершився для неї на стадії чвертьфіналів поразкою від майбутніх чемпіонів, збірної Німеччини. Також був основним гравцем й на домашньому для французів чемпіонаті Європи 2016 року, де відіграв в усіх семи матчах, включаючи фінальну гру, в якій завдяки єдиному голу перемогу святкували суперники французів, збірна Португалії.
За два роки став учасником чемпіонату світу 2018, на якому взяв участь у п'яти із семи матчів французької команди і допоміг їй здобути титул найсильнішої збірної світу.
| Дата       | Місто               | Господарі            | Результат  | Гості      | Турнір                               | Голи | Примітки |
| ---------- | ------------------- | -------------------- | ---------- | ---------- | ------------------------------------ | ---- | -------- |
| 7-9-2010   | Зениця              | Боснія і Герцеговина | 0 – 2      | Франція    | Відбір до ЧЄ 2012                    | -    | 81'      |
| 29-3-2011  | Сен-Дені            | Франція              | 0 – 0      | Хорватія   | товариський матч                     | -    | 87'      |
| 6-6-2011   | Донецьк             | Україна              | 1 – 4      | Франція    | товариський матч                     | -    | 77'      |
| 10-8-2011  | Монпельє            | Франція              | 1 – 1      | Чилі       | товариський матч                     | -    | 77'      |
| 7-9-2012   | Гельсінкі           | Фінляндія            | 0 – 1      | Франція    | Відбір до ЧС 2014                    | -    | 73' 75'  |
| 11-9-2012  | Сен-Дені            | Франція              | 3 – 1      | Білорусь   | Відбір до ЧС 2014                    | -    | 75'      |
| 12-10-2012 | Сен-Дені            | Франція              | 0 – 1      | Японія     | товариський матч                     | -    | 46'      |
| 16-10-2012 | Мадрид              | Іспанія              | 1 – 1      | Франція    | Відбір до ЧС 2014                    | -    |          |
| 14-11-2012 | Парма               | Італія               | 1 – 2      | Франція    | товариський матч                     | -    |          |
| 6-2-2013   | Сен-Дені            | Франція              | 1 – 2      | Німеччина  | товариський матч                     | -    | 46'      |
| 22-3-2013  | Сен-Дені            | Франція              | 3 – 1      | Грузія     | Відбір до ЧС 2014                    | -    | 67'      |
| 26-3-2013  | Сен-Дені            | Франція              | 0 – 1      | Іспанія    | Відбір до ЧС 2014                    | -    | 67'      |
| 5-6-2013   | Монтевідео          | Уругвай              | 1 – 0      | Франція    | товариський матч                     | -    | кап. 76' |
| 9-6-2013   | Порту-Алегрі        | Бразилія             | 3 – 0      | Франція    | товариський матч                     | -    | 70'      |
| 10-9-2013  | Гомель              | Білорусь             | 2 – 4      | Франція    | Відбір до ЧС 2014                    | -    |          |
| 11-10-2013 | Париж               | Франція              | 6 – 0      | Австралія  | товариський матч                     | -    | 63'      |
| 15-10-2013 | Сен-Дені            | Франція              | 3 – 0      | Фінляндія  | Відбір до ЧС 2014                    | -    | 70'      |
| 15-11-2013 | Київ                | Україна              | 2 – 0      | Франція    | Відбір до ЧС 2014                    | -    |          |
| 19-11-2013 | Сен-Дені            | Франція              | 3 – 0      | Україна    | Відбір до ЧС 2014                    | -    |          |
| 5-3-2014   | Сен-Дені            | Франція              | 2 – 0      | Нідерланди | товариський матч                     | 1    |          |
| 27-5-2014  | Сен-Дені            | Франція              | 4 – 0      | Норвегія   | товариський матч                     | -    | 74'      |
| 1-6-2014   | Ніцца               | Франція              | 1 – 1      | Парагвай   | товариський матч                     | -    | 64'      |
| 8-6-2014   | Лілль               | Франція              | 8 – 0      | Ямайка     | товариський матч                     | 2    |          |
| 15-6-2014  | Порту-Алегрі        | Франція              | 3 – 0      | Гондурас   | ЧС 2014 - 1-й етап                   | -    |          |
| 20-6-2014  | Салвадор (Бразилія) | Швейцарія            | 2 – 5      | Франція    | ЧС 2014 - 1-й етап                   | 1    |          |
| 25-6-2014  | Ріо-де-Жанейро      | Еквадор              | 0 – 0      | Франція    | ЧС 2014 - 1-й етап                   | -    |          |
| 30-6-2014  | Бразиліа            | Франція              | 2 – 0      | Нігерія    | ЧС 2014 - 1/8 фіналу                 | -    | 56'      |
| 4-7-2014   | Ріо-де-Жанейро      | Франція              | 0 – 1      | Німеччина  | ЧС 2014 - чвертьфінал                | -    |          |
| 4-9-2014   | Сен-Дені            | Франція              | 1 – 0      | Іспанія    | товариський матч                     | -    | 68'      |
| 7-9-2014   | Белград             | Сербія               | 1 – 1      | Франція    | товариський матч                     | -    | 74'      |
| 11-10-2014 | Париж               | Франція              | 2 – 1      | Португалія | товариський матч                     | -    |          |
| 14-10-2014 | Єреван              | Вірменія             | 0 – 3      | Франція    | товариський матч                     | -    | кап. 46' |
| 26-3-2015  | Сен-Дені            | Франція              | 1 – 3      | Бразилія   | товариський матч                     | -    | 84'      |
| 29-3-2015  | Сент-Етьєн          | Франція              | 2 – 0      | Данія      | товариський матч                     | -    | 71'      |
| 7-6-2015   | Сен-Дені            | Франція              | 3 – 4      | Бельгія    | товариський матч                     | -    |          |
| 4-9-2015   | Лісабон             | Португалія           | 0 – 1      | Франція    | товариський матч                     | -    |          |
| 7-9-2015   | Бордо               | Франція              | 2 – 1      | Сербія     | товариський матч                     | 2    | 46'      |
| 8-10-2015  | Ніцца               | Франція              | 4 – 0      | Вірменія   | товариський матч                     | -    | 63'      |
| 11-10-2015 | Копенгаген          | Данія                | 1 – 2      | Франція    | товариський матч                     | -    |          |
| 13-11-2015 | Сен-Дені            | Франція              | 2 – 0      | Німеччина  | товариський матч                     | -    | 87'      |
| 17-11-2015 | Лондон              | Англія               | 2 – 0      | Франція    | товариський матч                     | -    | 46'      |
| 25-3-2016  | Амстердам           | Нідерланди           | 2 – 3      | Франція    | товариський матч                     | 1    | 70'      |
| 30-5-2016  | Нант                | Франція              | 3 – 2      | Камерун    | товариський матч                     | 1    |          |
| 4-6-2016   | Лонжвіль-ле-Мец     | Франція              | 3 – 0      | Шотландія  | товариський матч                     | -    | 69'      |
| 10-6-2016  | Сен-Дені            | Франція              | 2 – 1      | Румунія    | ЧЄ 2016 - 1-й етап                   | -    |          |
| 15-6-2016  | Марсель             | Франція              | 2 – 0      | Албанія    | ЧЄ 2016 - 1-й етап                   | -    |          |
| 19-6-2016  | Лілль               | Швейцарія            | 0 – 0      | Франція    | ЧЄ 2016 - 1-й етап                   | -    | 77'      |
| 26-6-2016  | Ліон                | Франція              | 2 – 1      | Ірландія   | ЧЄ 2016 - 1/8 фіналу                 | -    |          |
| 3-7-2016   | Сен-Дені            | Франція              | 5 – 2      | Ісландія   | ЧЄ 2016 - чвертьфінал                | -    |          |
| 7-7-2016   | Марсель             | Німеччина            | 0 – 2      | Франція    | ЧЄ 2016 - півфінал                   | -    |          |
| 10-7-2016  | Сен-Дені            | Португалія           | 1 – 0 д.ч. | Франція    | ЧЄ 2016 - Фінал                      | -    | 97'      |
| 1-9-2016   | Барі                | Італія               | 1 – 3      | Франція    | товариський матч                     | -    | 63'      |
| 7-10-2016  | Сен-Дені            | Франція              | 4 – 1      | Болгарія   | Відбір до ЧС 2018                    | -    |          |
| 10-10-2016 | Амстердам           | Нідерланди           | 0 – 1      | Франція    | Відбір до ЧС 2018                    | -    |          |
| 11-11-2016 | Сен-Дені            | Франція              | 2 – 1      | Швеція     | Відбір до ЧС 2018                    | -    |          |
| 25-3-2017  | Люксембург          | Люксембург           | 1 – 3      | Франція    | Відбір до ЧС 2018                    | -    | 32' 83'  |
| 2-6-2017   | Ренн                | Франція              | 5 – 0      | Парагвай   | товариський матч                     | -    |          |
| 9-6-2017   | Стокгольм           | Швеція               | 2 – 1      | Франція    | Відбір до ЧС 2018                    | -    |          |
| 7-10-2017  | Софія (місто)       | Болгарія             | 0 – 1      | Франція    | Відбір до ЧС 2018                    | 1    |          |
| 10-10-2017 | Сен-Дені            | Франція              | 2 – 1      | Білорусь   | Відбір до ЧС 2018                    | -    |          |
| 10-11-2017 | Сен-Дені            | Франція              | 2 – 0      | Уельс      | товариський матч                     | -    | кап.     |
| 14-11-2017 | Кельн               | Німеччина            | 2 – 2      | Франція    | товариський матч                     | -    | 64'      |
| 23-3-2018  | Сен-Дені            | Франція              | 2 – 3      | Колумбія   | товариський матч                     | -    | 65'      |
| 27-3-2018  | Санкт-Петербург     | Росія                | 1 – 3      | Франція    | товариський матч                     | -    | 81'      |
| 28-5-2018  | Сен-Дені            | Франція              | 2 – 0      | Ірландія   | товариський матч                     | -    |          |
| 1-6-2018   | Ніцца               | Франція              | 3 – 1      | Італія     | товариський матч                     | -    | 77'      |
| 9-6-2018   | Ліон                | Франція              | 1 – 1      | США        | товариський матч                     | -    | 58'      |
| 16-6-2018  | Казань              | Франція              | 2 – 1      | Австралія  | ЧС 2018 - 1-й етап                   | -    | 78'      |
| 21-6-2018  | Єкатеринбург        | Франція              | 1 – 0      | Перу       | ЧС 2018 - 1-й етап                   | -    | 16'      |
| 30-6-2018  | Казань              | Франція              | 4 – 3      | Аргентина  | ЧС 2018 - 1/8 фіналу                 | -    | 72' 75'  |
| 10-7-2018  | Санкт-Петербург     | Франція              | 1 – 0      | Бельгія    | ЧС 2018 - півфінал                   | -    | 86'      |
| 15-7-2018  | Москва              | Франція              | 4 – 2      | Хорватія   | ЧС 2018 - Фінал                      | -    | 73'      |
| 6-9-2018   | Мюнхен              | Німеччина            | 0 – 0      | Франція    | Ліга націй УЄФА 2018-2019 - 1-й етап | -    | 86'      |
| 9-9-2018   | Париж               | Франція              | 2 – 1      | Нідерланди | Ліга націй УЄФА 2018-2019 - 1-й етап | -    |          |
| 16-10-2018 | Сен-Дені            | Франція              | 2 – 1      | Німеччина  | Ліга націй УЄФА 2018-2019 - 1-й етап | -    |          |
| 16-11-2018 | Роттердам           | Нідерланди           | 2 – 0      | Франція    | Ліга націй УЄФА 2018-2019 - 1-й етап | -    | 65'      |
| 20-11-2018 | Сен-Дені            | Франція              | 1 – 0      | Уругвай    | товариський матч                     | -    | 62'      |
| 22-3-2019  | Кишинів             | Молдова              | 1 – 4      | Франція    | Відбір до ЧЄ 2020                    | -    | 73'      |
| 25-3-2019  | Сен-Дені            | Франція              | 4 – 0      | Ісландія   | Відбір до ЧЄ 2020                    | -    |          |
| 4-6-2019   | Нант                | Франція              | 2 – 0      | Болівія    | товариський матч                     | -    | 66'      |
| 8-6-2019   | Конья               | Туреччина            | 2 – 0      | Франція    | Відбір до ЧЄ 2020                    | -    | 46'      |
| 7-9-2019   | Сен-Дені            | Франція              | 4 – 1      | Албанія    | Відбір до ЧЄ 2020                    | -    |          |
| 11-10-2019 | Рейк'явік           | Ісландія             | 0 – 1      | Франція    | Відбір до ЧЄ 2020                    | -    |          |
| 14-10-2019 | Сен-Дені            | Франція              | 1 – 1      | Туреччина  | Відбір до ЧЄ 2020                    | -    | 77'      |
| Усього     |                     | Матчів               | 84         |            | Голів                                | 9    |          |

## Досягнення
- Чемпіон Франції (4): 2012-13, 2013-14, 2014-15, 2015-16
- Володар Кубка Франції (3): 2014-15, 2015-16, 2016-17
- Володар Кубка французької ліги (4): 2013-14, 2014-15, 2015-16, 2016-17
- Володар Суперкубка Франції (5): 2013, 2014, 2015, 2016, 2017
- Чемпіон Італії (3): 2017-18, 2018-19, 2019-20
- Володар Кубка Італії (1): 2017-18
- Володар Суперкубка Італії (1): 2018
- Віце-чемпіон Європи: 2016
- Чемпіон світу: 2018